# Allée du Bord-de-l'Eau
L'allée du Bord-de-l'Eau est une voie située dans le 16e arrondissement de Paris, en France.

## Situation et accès
Elle se trouve à l'ouest du bois de Boulogne.

## Origine du nom
La voie est ainsi nommée car elle longe la Seine.

## Bâtiments remarquables et lieux de mémoire

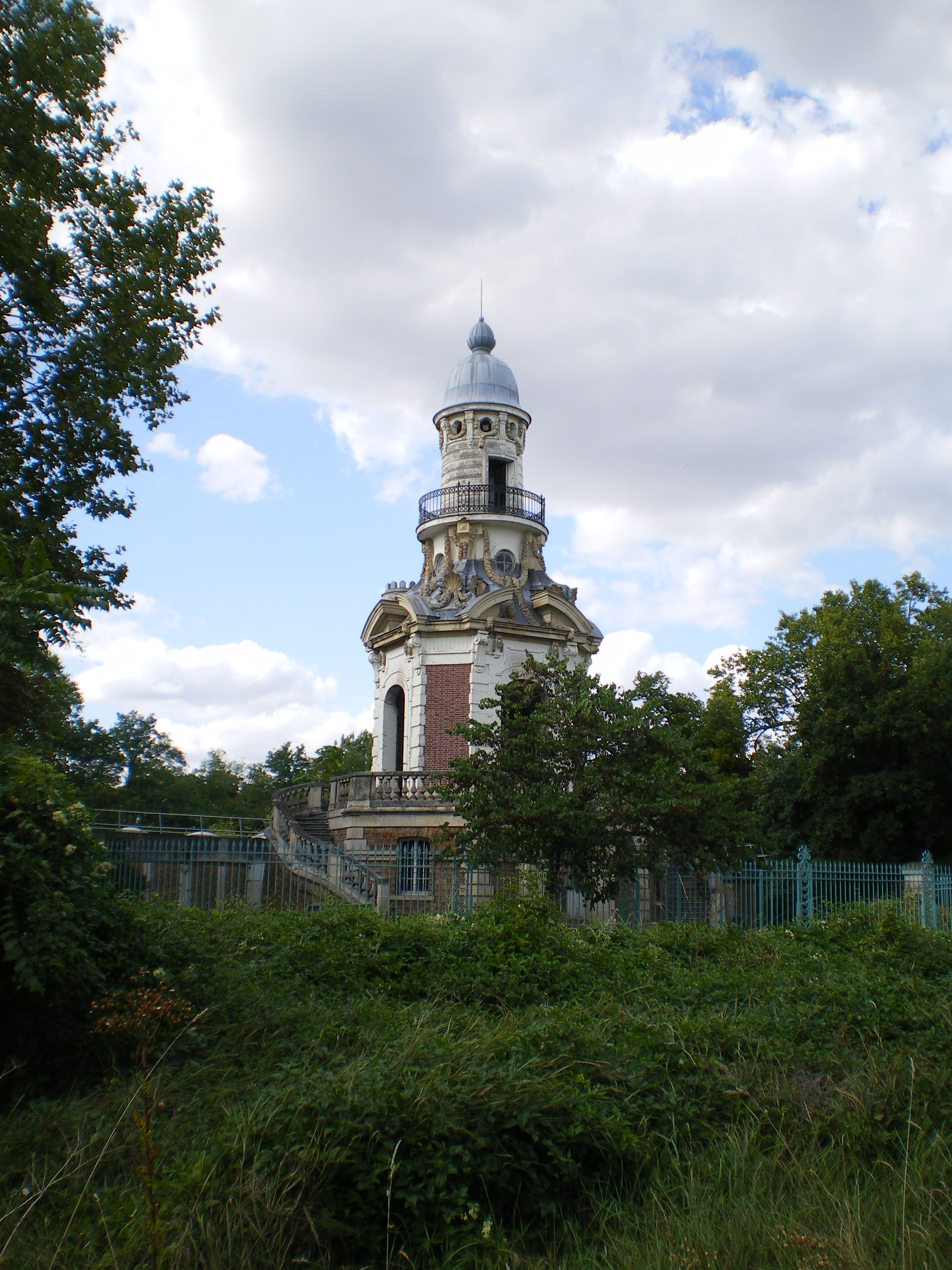
La pompe à feu.

- Pompe à feu de Bagatelle, le long de la Seine, en vis-à-vis de l'île de Puteaux : une première pompe à feu est installée par le comte d'Artois en 1783 pour les besoins des jardins de son château de Bagatelle. En 1860, alors que le bois de Boulogne est aménagé dans le cadre des travaux haussmanniens, elle est remplacée, à la demande de Lord Hertford, par un nouveau pavillon réalisé par l'architecte Léon de Sanges. Le domaine de Bagatelle est acquis par la ville de Paris en 1905. La pompe, séparée de Bagatelle par un terrain d'entraînement, est de nos jours abandonnée[1].
- Terrain d'entraînement du bois de Boulogne, golf du Polo de Paris, terrain du Stade français Paris rugby.
- Camping de Paris.
- Pont de Puteaux, pont de Suresnes.
- Écluse de Suresnes.
- Étang de Suresnes, étang des Tribunes.